# Arctotherium
L'arctoterio (gen. Arctotherium) è un urside estinto, vissuto nel Pleistocene (tra 1,7 milioni di anni fa e 700 000 anni fa). I suoi resti sono stati rinvenuti in gran parte del Sudamerica. 
È il più grande orso mai vissuto ed è uno dei mammiferi terricoli carnivori più grandi.

## Descrizione
Sulla base di un omero di un esemplare di A. angustidens rinvenuto a Buenos Aires, è stato stimato che il peso di un individuo adulto si aggirasse tra i 983 e i 2042 kg, sebbene il limite superiore sia considerato presumibilmente eccessivo e venga indicato come peso massimo più probabile 1588-1749 kg; l'altezza stimata in piedi sulle due zampe si aggirava tra i 3,5 e i 4,3 m e sulle quattro zampe poteva raggiungere un'altezza di due metri al garrese (negli esemplari più grandi). Tale peso e tali dimensioni lo renderebbero, comunque, senza alcun dubbio il più grande urside mai esistito e uno tra i più grandi mammiferi carnivori terrestri mai esistiti.
Le sue grandi dimensioni vengono attribuite all'evoluzione dovuta all'elevata competizione con i grandi carnivori apparsi successivamente, come il giaguaro e lo smilodonte.

## L'invasione degli orsi dal Nordamerica
Con il ricongiungersi dei due continenti americani tramite l'istmo di Panama, gli ursidi furono tra i carnivori che invasero il Sudamerica nel corso del Pleistocene inferiore, circa 1,7 milioni di anni fa. L'arctoterio fa parte di quel gruppo di orsi attualmente rappresentati dall'orso dagli occhiali, e che in passato era molto diffuso anche in Nordamerica (in particolare con Arctodus simus). La massa corporea degli esemplari adulti di arctoterio era simile a quella di un orso polare, almeno per quanto riguarda i maschi, che arrivavano a pesare anche una tonnellata. Le femmine, invece, erano più piccole e dovevano pesare poco più di mezza tonnellata. Il cranio era insolitamente corto, anche per un orso. La dentatura era composta di incisivi poco specializzati, canini corti e circolari e molari bassi dalle cuspidi arrotondate. Questa dentatura fa supporre che, come la maggior parte degli ursidi, l'arctoterio fosse onnivoro e si cibasse di tutto quello che trovava: piccoli mammiferi, pesci, insetti, uova, frutti, carogne e animali moribondi.  Le zampe erano insolitamente lunghe e sottili.

## Estinzione
L'arctoterio, la cui specie più nota è Arctotherium latidens, si estinse prima della fine del Pleistocene, circa 700 000 anni fa, insieme a molti altri mammiferi di grande taglia. Fu sostituito dal genere affine Pararctotherium, sopravvissuto forse fino ad epoca storica, e dall'odierno orso dagli occhiali. In Nordamerica, nel Pleistocene, visse invece il gigantesco orso dal muso piatto (Arctodus simus).